# 石川名人
石川 名人（いしかわ の なひと）は、奈良時代の貴族。官位は従四位下・武蔵守。

## 経歴
中務大丞を経て、天平17年（745年）従五位下に叙爵。聖武朝末に内蔵頭・少納言を歴任し、天平20年（748年）従五位上に叙せられる。天平勝宝元年（749年）孝謙天皇即位ののち上総守に任ぜられ地方官に転じ、天平勝宝6年（754年）民部大輔として京官に復す。
天平勝宝9歳（757年）藤原仲麻呂の紫微内相就任と同時に正五位下、天平宝字3年（759年）には仲麻呂子息の藤原真光・久須麻呂と同時に従四位下に叙せられるなど、仲麻呂政権の一翼を担って順調に昇進する。のち、造宮卿・武蔵守を歴任した。
天平宝字8年（764年）3月9日卒去。最終官位は武蔵守従四位下。

## 官歴
『続日本紀』による。
- 時期不詳：正六位上。勲十二等
- 天平15年（743年） 4月22日：見班田使判官兼中務大丞[1]
- 天平17年（745年） 正月7日：従五位下
- 天平18年（746年） 6月21日：内蔵頭
- 天平19年（747年） 5月1日：少納言
- 天平20年（748年） 2月19日：従五位上
- 天平勝宝元年（749年） 8月10日：上総守
- 天平勝宝6年（754年） 4月5日：民部大輔
- 天平勝宝9歳（757年） 5月20日：正五位下
- 天平宝字3年（759年） 6月16日：従四位下
- 天平宝字4年（760年） 正月16日：造宮卿
- 時期不詳：武蔵守
- 天平宝字8年（764年） 3月9日：卒去（武蔵守従四位下）